# Пауль Ґауч фон Франкентурн
Пауль Ґауч фон Франкентурн (нім. Paul Gautsch Freiherr von Frankenthurn; *26 лютого 1851, Відень — †20 квітня 1918, Відень) — австро-угорський державний і політичний діяч. Тричі (у 1897-1898, 1905-1906 і 1911) займав пост міністр-президента Цислейтанії.

## Ранні роки
Народився в сім'ї комісара поліції. Навчався у віденській гімназії «Терезіанум», потім на юридичному факультеті Віденського університету. У 1874 вступив на службу в міністерство освіти. У 1879–1893 — міністр освіти в кабінеті Едварда Тааффе. З 1881 одночасно працював директором в «Терезіанум».
У 1890 удостоєний чину барона. З 1895 по 1897 обіймав посаду міністра культури і освіти (Minister für Cultus und Unterricht) в уряді Казимира Фелікса Бадені. З 1885 — член Палати панів (Heerenhaus) парламенту Цислейтанії. Вважався представником клерикальних католицьких кіл, противником німецького націоналізму. Робив спроби вилучити зі шкільних бібліотек книги ліберальної і пронімецькою спрямованості.

## Міністр-президент
У 1897 країну охопила політична криза, пов'язана зі спробою уряду Бадені (поляка за національністю) ввести новий закон про мови (Sprachenverordnung), який зобов'язував державних службовців в землях зі змішаним німецько-слов'янським населенням (перш за все — в Богемії) володіти обома мовами. Проєкт викликав різке неприйняття німецьких націоналістичних кіл. 30 листопада 1897 на хвилі націоналістичних студентських бунтів, Ґауч фон Франкентурн в перший раз був призначений міністр-президентом Цислейтанії, одночасно зайняв пост міністра внутрішніх справ. У 1888 провів закон про студентські корпораціях, спрямований проти німецьких націоналістів. У 1889 запропонував проєкт закону, який передбачав підпорядкування школи церкві. Проєкт зустрів серйозну протидію і не дійшов до обговорення в парламенті.
Зіткнувшись з протидією Рейхсрата своїй політиці, уряд Ґауча був змушений здійснювати управління переважно за допомогою надзвичайних постанов. Для придушення протестів проти звільнення Бадені в Празі вводився надзвичайний стан. Спроба знайти компроміс з питання закону про мови успіху не мала. У 1898 Ґауч покинув пост глави уряду. Закон про мови був скасований урядом Кларі-Альдрінгена.
У 1899–1904 обіймав посаду керівника Ревізійної палати (Rechnungshof). У 1905 Ґауч знову стає главою уряду. Кабінет пропрацював лише 15 місяців. Центром політичного життя в цей період був проєкт реформи виборчого законодавства, який наштовхнувся на опір парламенту. Навесні 1906 Ґауч подає у відставку і знову обіймає посаду керівника Ревізійної палати.
Втретє Ґауч займає пост міністр-президента в кінці червня 1911 і знову в кризовій ситуації. Його попередник Ріхард фон Бінерт-Шмерлінг не зміг сформувати в парламент лояльну до уряду більшість і погасити ворожість між німецькими і чеськими депутатами. Відставка Ґауча також стала результатом кризи — в країні спалахнули протести, викликані підвищенням цін на продукти харчування внаслідок неврожаю. У жовтня 1911 уряд подав у відставку і був сформований кабінет Карла фон Штюргка. Ґауч продовжив роботу як член Палати панів і виступав довіреною особою імператора Франца Йосифа.

## Пам'ять
На честь Ґауча фон Франкентурна був названий пароплав «Барон Ґауч», спущений на воду в 1908 і підірвався на міні в 1914 недалеко від міста Ровінь, звідки на затонуле судно практикуються підводні екскурсії.